# ミチノクケマダラカミキリ
ミチノクケマダラカミキリ（陸奥毛斑髪切、陸奥毛斑天牛  Agapanthia daurica sakaii (Hayashi)）は甲虫目ハムシ上科カミキリムシ科に分類される甲虫。カミキリムシの一種であるケマダラカミキリの一亜種。
| \| 界 \| : \| 動物界 Animalia \| \| 門 \| : \| 節足動物門 Arthropoda \| \| 綱 \| : \| 昆虫綱 Insecta \| \| 目 \| : \| 甲虫目 \| \| 上科 \| : \| ハムシ上科 \| \| 科 \| : \| カミキリムシ科 \| \| 属 \| : \| フサヒゲルリカミキリ属 \| \| 種 \| : \| ケマダラカミキリ \| \| 亜種 \| : \| ミチノクケマダラカミキリ \| |   |                          |
| 学名 |   |                          |
| Agapanthia daurica sakaii (Hayashi) |   |                          |
| 和名 |   |                          |
| ミチノクケマダラカミキリ |   |                          |
| 界 | : | 動物界 Animalia          |
| 門 | : | 節足動物門 Arthropoda    |
| 綱 | : | 昆虫綱 Insecta           |
| 目 | : | 甲虫目                   |
| 上科 | : | ハムシ上科               |
| 科 | : | カミキリムシ科           |
| 属 | : | フサヒゲルリカミキリ属   |
| 種 | : | ケマダラカミキリ         |
| 亜種 | : | ミチノクケマダラカミキリ |

## 概要
全長は、雄雌でやや大きく差があるものの、20mm前後。中型のカミキリムシ。体は黒色だが、上翅には、灰色や金色の斑点状の毛の紋がたくさんある。本種のもう一つの亜種であるケマダラカミキリ（エゾケマダラカミキリ）との外観の大きな違いはあまり見られない。
成虫は年に1回、4〜7月頃に発生する。詳しい生態については、分かっていない事が多いが、本種の一生は、食草であるハンゴンソウ類、及びその周辺で過ごされるため、生息地から離れる事はまず無い。その為、未だ発見されていないたくさんの生息地でひっそりと本種が繁殖している可能性が高い。詳しい生態は不明なものの、 成虫は4月の下旬〜7月の上旬に見られ、交尾した後、メスはハンゴンソウの茎に産卵する。孵化した幼虫はハンゴンソウの茎内で過ごし、ハンゴンソウの茎を食べて育ち、冬前に、蛹になると思われる。蛹のままで冬を越した（越冬した）本種は、次の年の初夏に羽化し、成虫となると考えられている。本種については、岩手県の昆虫研究家などが詳しい調査等の研究を行なっている。 食草はハンゴンソウとされているが、その近縁種でも繁殖が確認されていて、外来種であるオオハンゴンソウで繁殖している生息地がほとんどで、食草のハンゴンソウと共に個体数がもともと少なかった本種が、繁殖力が強く、数の多いオオハンゴンソウを食草とすることで、個体数を増したと思われる。

## 分布
本亜種は、本州北部（主に東北地方、北日本）のみの分布となっている。但し、岩手県以外の県での確認例は、いずれも数例の為、ほぼ岩手県特産種となっている。更に生息地は局地的。但し、生息地内での個体数は、ある程度安定している。本種（ケマダラカミキリ）は二亜種に分類されていて、そのうちの、本州に分布しているものが、本亜種（ミチノクケマダラカミキリ）、北海道に生息しているものが、別亜種（ケマダラカミキリ（エゾケマダラカミキリ））となっている。ケマダラカミキリ（エゾケマダラカミキリ）は、生息地も多く、分布も広い。一方で、本亜種は、岩手県の広範囲、秋田県、新潟県、福島県のいずれも一部地域のみの分布となっている。但し、岩手県以外での確認例は、いずれも数例の為、ほぼ岩手県特産種となっている。又、 岩手県では、県内の広範囲で見られ、個体数もやや多く見られるため、希少種とは言えないようである。

## 保全状況評価
- 絶滅危惧II類 （環境省レッドリスト）